# Sana'y Wala Nang Wakas
Sana'y Wala Nang Wakas é uma telenovela filipina produzida e exibida pela ABS-CBN, cuja transmissão ocorreu em 2003.

## Elenco
- Kristine Hermosa - Arabella Grace Garcia
- Jericho Rosales - Christian Soriano
- Diether Ocampo - Leonardo Madrigal III
- Angelika dela Cruz - Mary Ann Santos
- Marvin Agustin - Newton
- Kaye Abad - Shane Diwata
- Gloria Romero - Doña Valeria Valencia
- Joel Torre - Anton Garcia
- Cherry Pie Picache - Yvette Valencia
- Desiree Del Valle - Francine
- Caridad Sanchez - Choleng
- Luis Alandy - Ramon Madrigal
- Gary Estrada - Richard Valencia
- Ilonah Jean - Rhodora Soriano